# Егиазаров де Норк, Богдан Бахши
Богдан Бахши Егиазаров де Норк также встречается Богдан Васильевич Егиазаров и Богдан-Бахши Васильевич Егиазаров де Норк(Егиазаров-Норкский)(фр. Bogdan Bakchi Eghiazaroff de Nork) (15 января 1894, Тифлис ‒ 25 января 1977, Париж) ‒ капитан российской, армянской и французской армий, журналист, военный и общественный деятель. Являлся членом масонской ложи «Северная звезда»

## Биография
Родился 15 января в 1894 года в Тифлисе, в армянской семье.
Семьёй для получения образования был отправлен во Францию. Учился в лицее «Жансон де Сайи», Высшей коммерческой школе Парижа, а также обучался праву на юридическом факультете Парижского университета. В России во время мировой войны окончил Михайловское артиллерийское училище, воевал на Кавказском фронте. После революции и образования ряда независимых государств служил в армии молодой Армянской республики. Был прикомандирован к Французской военной миссии на Кавказе (1918—1920). В чине лейтенанта армянской кавалерии участвовал в битве с наступающими турецкими войсками под Сардарапатом. Был помощником армянского генерала Г. Г. Корганова, после смерти которого сохранил переданные женой генерала официальные документы и личные записи командующего (Впоследствии в том числе и на основе этих записей, отданных умирающим Егизаровым Жаку Кайалову, был написан монументальный труд «Сардарапатская битва»). После установления советской власти в Армении эмигрировал во Францию, где стал капитаном французской кавалерии иностранного легиона. Работал начальником службы тайнописи в одной из французских компаний.
В 1939—1940 годах служил при Генеральном штабе французской армии. Во Франции Егиазаров основал национальный союз издателей и распространителей французской печати в мире (1946—1968).
В 1947 году Богдан основывает Союз офицеров бывших комбатантов французской армии.
В 1948‒1970 годах являлся директором и главным редактором «Bulletin d‘information».
Умер 25 января 1977 года в Париже. Похоронен на парижском кладбище Сент-Женевьев-де-Буа

## Награды
Богдан был награждён орденами Почетного легиона (1920, 1949), орденами «За заслуги» (1958, 1966),
орденом Чёрной звезды, командор de l’Ordre National du Mérite и других французских и иностранных наград.

## Комментарии
1. ↑  Данное написание фамилии и имени взято с надгробия персоналии. См. раздел "Ссылки"